# Cuello
Cuello è un sito archeologico costruito dalla civiltà Maya situato in Belize. La città era una zona rurale abitata sin dal 1200 a.C., durante il Medio Preclassico. Gli abitanti vivevano in case fatte di legna e fogliame. Vi sono i resti di una zona adibita a un bagno di vapore datato al 900 a.C., il più antico nella regione delle terre basse Maya.
Gli oggetti in ceramica trovati erano stati forgiati usando tradizioni già conosciute ai Maya, e la regione era quindi già abitatai prima che il villaggio fosse sorto. Anche se Cuello sembrava essere un villaggio di poca importanza, partecipava ai commerci nella regione, importando l'ossidiana dalla regione dell'odierno Guatemala dall'800 a.C.

## Studi
Gli studi al sito iniziarono negli anni 70 e 80 sotto la direzione di Norman Hammond. La struttura 326 venne riportata alla luce nel 1980. I muri della costruzione erano costituiti da sottili pali legati assieme da liane. Il tutto veniva ricoperto di uno strato levigato di argilla.
Due sepolcri sono stati ritrovati, uno dei quali conteneva 26 o più uomini sacrificati. Le fratture sulle loro ossa rivelano che potessero essere guerrieri nemici catturati.
La dieta degli abitanti di Cuello era più povera di mais rispetto agli altri Maya. Il cervo dalla coda bianca era la fonte di carne maggiore, seguita da tartarughe d'acqua dolce e cani domestici.